# 松下哲成
松下 哲成（まつした てつなり、安政3年2月22日（1856年3月28日） - 昭和3年（1928年）1月18日）は日本の実業家、政治家。鳥取県西伯郡境町長、境町会議員、郡会副議長、境町学務委員。伯州境港の豪商。

## 経歴
境町に生まれた。吉三郎の四男。幼名を虎之助と称す。夙に算数の術に長ず。
年甫二十五歳の時、厳君の許容を得、資を分つて同町に分家を創立し鉄石油商を開始した。
日本海上火災保険等の代理商を営むほか、ニューヨークスタンダード石油等の販売商として手広く商いに励み、その傍ら政治にも関心をもった。
若くして町会議員に立ち、町長就任時には郡会副議長の要職にあった。
大正3年（1914年）町の将来的発展と貨客の便を図るため、境駅を現在地に移し、お台場までの中心道路新設改修を計画、一部竣工させた。

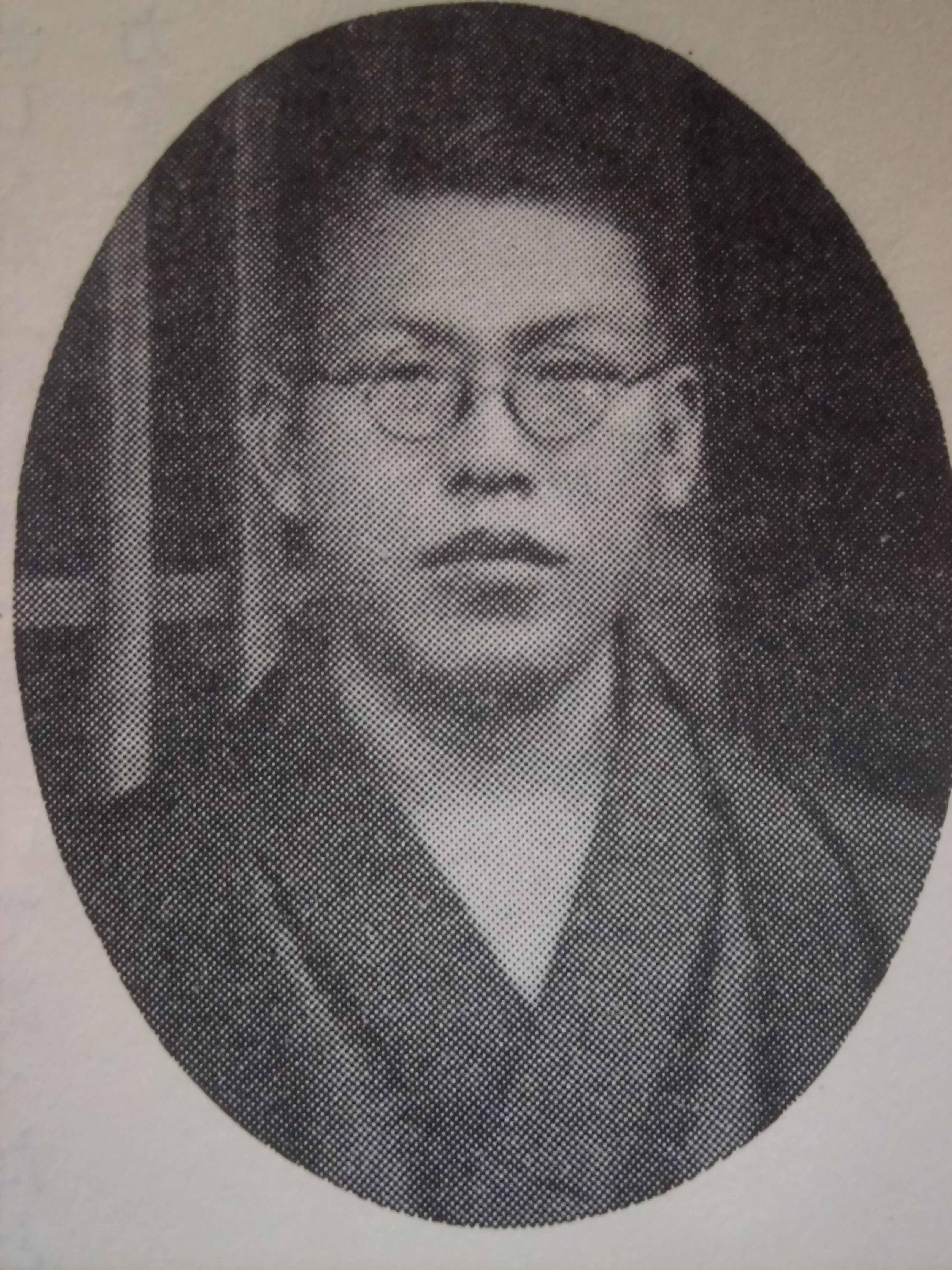
松下道蔵

## 家族・親族

### 松下家
（鳥取県西伯郡境町栄町（現境港市）
- 男・道蔵[4]（政治家）